# Max Oechslin
Max Oechslin (* 28. Mai 1893 in Zürich; † 8. September 1979 in Altdorf UR) war ein Schweizer Forstingenieur.
Bekanntheit erlangte er durch seine Funktion als Vorsteher des Kantonsforst- und Kulturamtes des 
Kantons Uri. Weiter hat er eine Vielzahl von Schriften zu Alpinismus, Lawinenforschung und Natur- und Heimatschutz veröffentlicht. 1935 verlieh ihm die Universität Basel das Ehrendoktorat.

## Leben
Max Oechslin war der Sohn des Elektroingenieur Carl Wilhelm Oechslin und der Französin Marie geb. Buissière. Nach dem Besuch der Primar- und Sekundarschule in Oerlikon wechselte er in die Industrieschule Zürich. Sein Forstingenieurstudium absolvierte er an der ETH Zürich. 1919 zog er nach Altdorf, wo er von 1930 bis 1960 als Kantonsoberförster amtete. 1920 heiratete er Frieda Huber, die aus einer Winterthurer Kaufmannsfamilie stammte. Aus der Ehe gingen drei Kinder hervor: Die Apothekerin Margrit Widmer, der Forstmeister Karl Oechslin und die Architektin Heidi Gygax.

## Leistung
Max Oechslin machte sich in seiner Funktion als Kantonsoberförster um den Erhalt des Schutzwaldes verdient. Er leistete wegweisende Beiträge zur Schnee- und Lawinenforschung. Er etablierte im Kanton einen modernen Umgang mit Naturgefahren und forcierte den Bau von Schutzbauten. Weiter gehörte er 1938 zu den Gründern der Bauernschule Uri, an der er bis 1952 unterrichtete. Auf nationaler Ebene trat er für den Natur- und Heimatschutz ein. So setzte er sich für die Schaffung eines Vogelschutzgebietes im Urner Reussdelta ein. Von 1936 bis 1966 war er Präsident der Naturforschenden Gesellschaft Uri. Ab 1941 war Max Oechslin während 25 Jahren Redaktor der SAC Vereinszeitschrift "Die Alpen". Von 1926 bis 1958 war er Mitglied der schweizerischen Gletscherkommission. Unter dem Pseudonym Max Eugen Bergmann veröffentlichte er Gedichte, die Novelle "Die Schuld" und während 30 Jahren Artikel im Urner Wochenblatt.

## Werke (Auswahl)
- Die Wald- und Wirtschaftsverhältnisse im Kanton Uri. Bern 1927. (= Pflanzengeographische Kommission: Beiträge zur geobotanischen Landesaufnahme; Band 14).
- Wie Bergtiere überwintern. Altdorf 1937.
- Die Versteppung der Landschaft. In: Pro Natura. Band 1. Minneapolis, 1948.
- Alpineum Helveticum. Zürich 1948.
- Als Herausgeber: Land am Gotthard. Zürich 1966.